# Gmina Satnica Đakovačka
Gmina Satnica Đakovačka (chorw. Općina Satnica Đakovačka) – gmina w Chorwacji, w żupanii osijecko-barańskiej.

## Miejscowości i liczba mieszkańców (2011)
- Gašinci - 691
- Satnica Đakovačka - 1432